# Michelau (Burscheid)
Michelau (luxemburgisch Méchelaⓘ) ist eine Ortschaft in der Gemeinde Burscheid, Kanton Diekirch, im Großherzogtum Luxemburg.

## Lage
Michelau liegt im Tal der Sauer und verfügt über einen Haltepunkt an der Bahnstrecke Luxemburg–Spa. Durch den Ort verläuft die Nationalstraße 27. Nachbarorte sind im Norden Lipperscheid und im Osten Brandenburg.

## Allgemeines
Michelau ist mit seinen 397 Einwohnern der zweitgrößte Ortsteil in der Gemeinde Burscheid. Sehenswert sind die Pfarrkirche St. Wendelin mit ihrer Rokoko-Ausstattung und das Donatusmonument.